# Cliché (druktechniek)

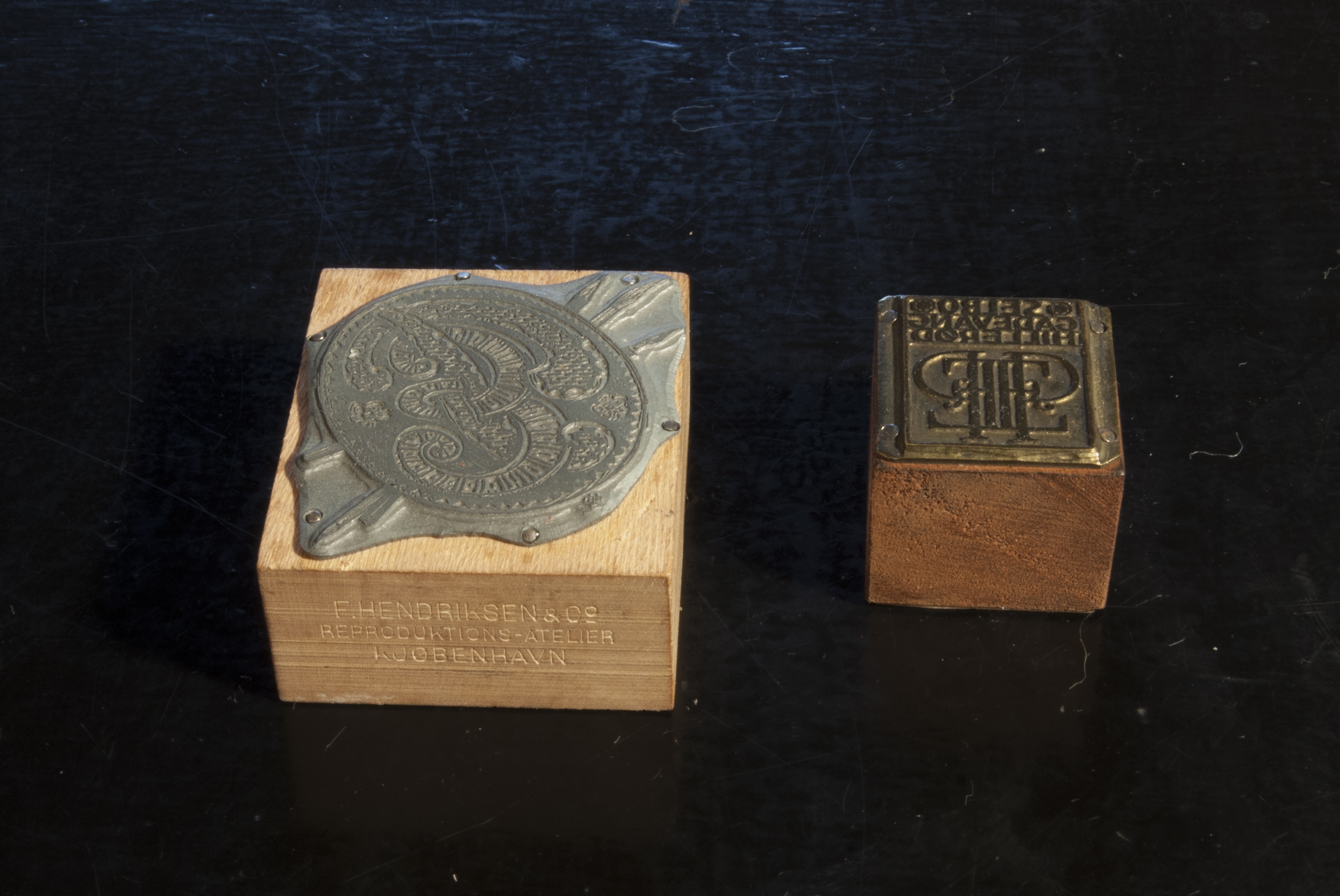
Een zinkkliché en een messingkliché

Een cliché is een drukvorm die gebruikt wordt bij het drukken van illustraties in hoogdruk.
Van een tekening, schilderij of foto wordt een negatief gemaakt. Dit negatief wordt gelegd op een plaat zink of koper waarop een lichtgevoelige laag is aangebracht. Door het negatief te belichten verhardt de lichtgevoelige laag op die plaatsen waar het negatief transparant is; waar het negatief zwart is blijft de laag zacht.
De plaat wordt meerdere malen in een zuurbad gedompeld. Het zuur vreet die delen van de metaalplaat weg waarop zich geen uitgeharde laag bevindt. Deze delen van de metaalplaat worden lager dan de verharde delen; zij drukken niet af doordat zij niet ingeïnkt worden. De hoge delen blijven intact en drukken wel af.
Wordt een zwart-witte pentekening geclicheerd, dan spreekt men van een lijncliché.
Een illustratie met grijstinten, bijvoorbeeld een zwart-witfoto, wordt door middel van een raster teruggebracht tot een afbeelding die uit punten is opgebouwd. Hoe groter de punt, hoe zwarter het beeld is; hoe dunner de punt, hoe grijzer het beeld is. Hier spreekt men van halftoon, autotypie of een rastercliché.
Bij een illustratie in kleur worden de kleuren gescheiden in blauw ("cyaan"), rood ("magenta"), geel ("yellow") en eventueel zwart ("black"), meestal afgekort tot CMYK. Voor elke kleur wordt een cliché vervaardigd. Die kleurscheiding gebeurt fotografisch, vanwaar de benaming cliché. De cliche's worden dan na elkaar op dezelfde drager gedrukt, waardoor de illusie van gradaties in kleur wordt gewekt. De precisie die vereist is om de vier kleuren op de juiste plaats te drukken, bereikt men door de cliché's in register te plaatsen.

## Schema
| Fase      | kenmerk 1 | kenmerk 2 |
| --------- | --------- | --------- |
| Origineel | zwart     | wit       |
| Negatief  | wit       | zwart     |
| Cliché    | hoog      | laag      |
| Afdruk    | zwart     | wit       |